# آمونیوم سولفید

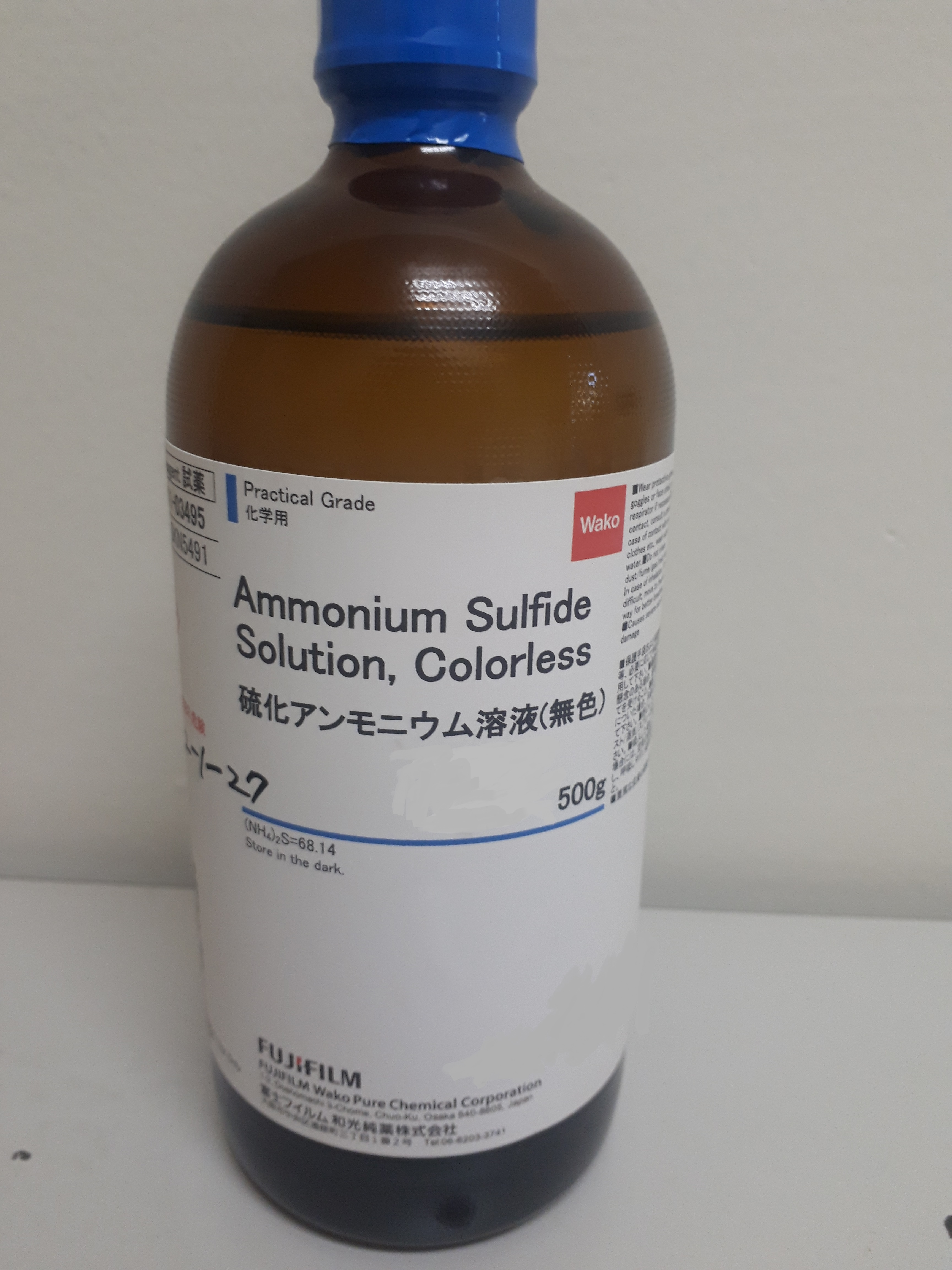
یک شیشه آمونیوم سولفید

آمونیوم سولفید (به انگلیسی: Ammonium sulfide) با فرمول شیمیایی (NH۴)۲S یک ترکیب شیمیایی با شناسه پاب‌کم ۲۵۵۱۹ است. که جرم مولی آن ۶۸٫۱۵۴ g/mol می‌باشد. شکل ظاهری این ترکیب، بلورهای زرد است.